# Balanço orçamentário
Balanço orçamentário (particularmente ligado a Governo) é quando, numa análise de orçamento, as receitas são iguais aos gastos. Assim, tecnicamente, não há um déficit ou um grande excedente nas contas (indicando um "balanço", ou equilíbrio). De modo genérico, contudo, o termo é utilizado para descrever um orçamento sem déficit, com um excedente notável. Um orçamento ciclicamente equilibrado é aquele que não é necessariamente balanceado ano a ano, mas sim em um período de um ciclo econômico.
Balanços orçamentários e temas associados são assuntos controversos no meio acadêmico e político. A maioria dos economistas acreditam que um orçamento balanceado abaixa as taxas de juro, aumenta as poupanças e investimentos, reduz os défices comerciais e ajuda a economia a crescer mais rapidamente a longo prazo.

## Estrutura
O balanço orçamentário discrimina, no seu lado esquerdo, as receitas orçamentárias, e no seu lado direito, as despesas orçamentárias , a exemplo do balanço patrimonial da Lei das S/A.
Como para a contabilidade pública não existe a figura do lucro ou prejuízo, mas sim do superávit e do déficit, o resultado da execução orçamentária é expresso abaixo das despesas, quando ocorre superávit, ou abaixo das receitas, no caso da ocorrência de déficit, a fim de que o total do lado direito seja sempre igual ao total do lado esquerdo.

## Resultado orçamentário
O superávit provém tanto do excesso de arrecadação, quanto da economia orçamentária.
Excesso de arrecadaçãoOcorre quando as receitas orçamentárias efetivamente recebidas são maiores que as receitas orçamentárias previstas. Surge de uma diferença positiva entre ambas.
Economia orçamentáriaÉ a diferença entre a despesa orçamentária realizada e a despesa orçamentária fixada. É a diferença negativa entre estas duas despesas.
Já o déficit provém exatamente do contrário do superávit: da arrecadação a menor que o previsto.
Não se considera como formador do déficit a execução de despesa a maior que a fixada porque a Lei nº 4.320/64 não permite a despesa orçamentária ser realizada em valor superior que a despesa fixada.

## Contas do balanço orçamentário
O balanço orçamentário engloba as contas do sistema orçamentário as quais pertencem aos seguintes grupos:
Lado direito:
- Receita prevista
- Despesa prevista
- Créditos adicionais

Lado esquerdo:
- Despesa empenhada
- Despesa empenhada por estimativa
- Despesa subempenhada
- Receita realizada
- Despesa realizada